# Варнья
Ва́рнья (ест. Varnja alevik, рос. Воронья, Варнья) — селище в Естонії, у волості Пейпсіяере повіту Тартумаа.

## Населення
Чисельність населення на 31 грудня 2011 року становила 171 особу.

## Географія
Селище розташоване на березі Чудського озера.
Від населеного пункту починаються автошляхи 22240 (Кооза — Варнья) та 22242 (Алатсківі — Варнья).

## Пам'ятки

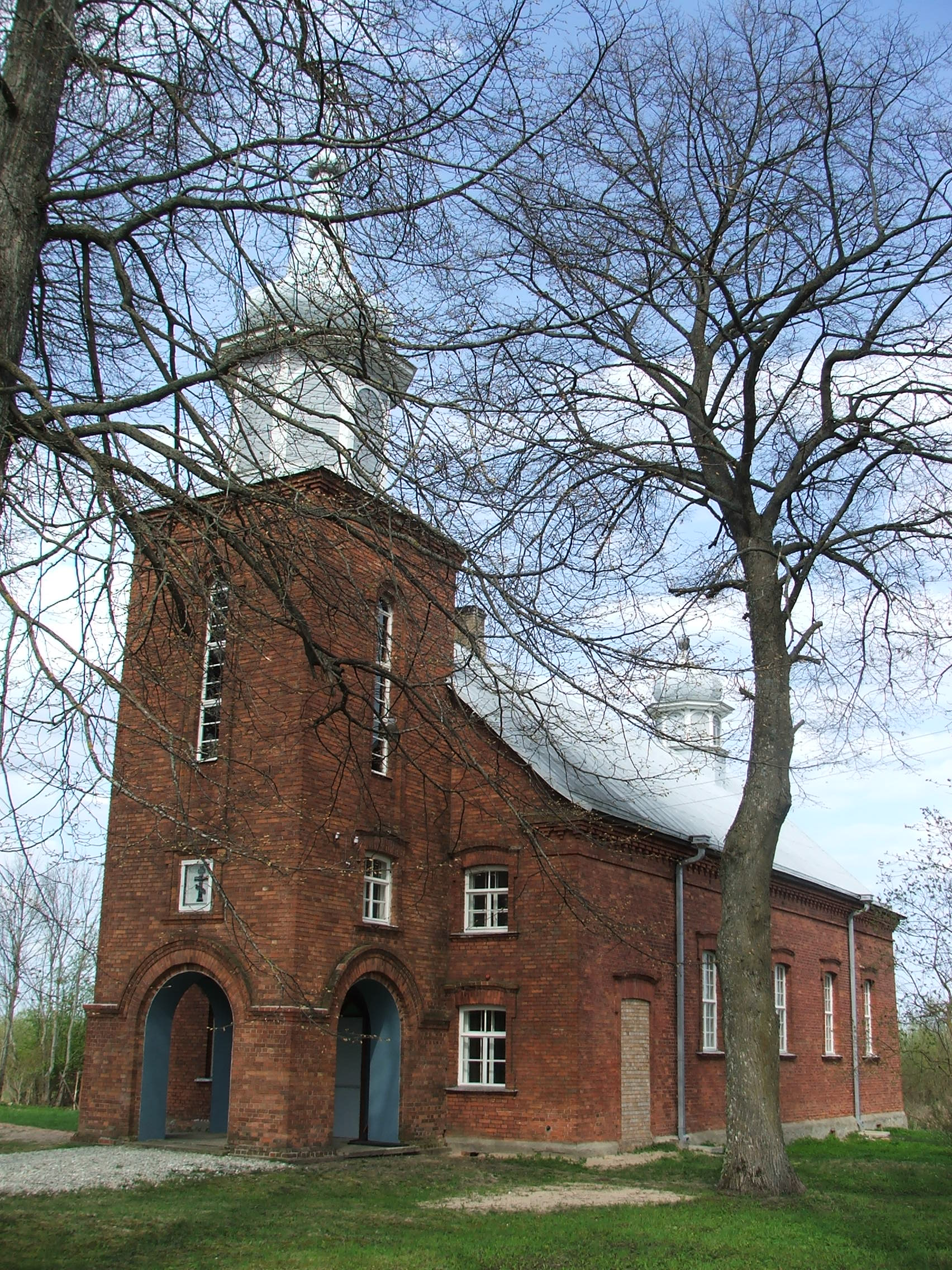
Старообрядницька церква

- Старообрядницька церква (Varnja vanausuliste palvela)

## Галерея

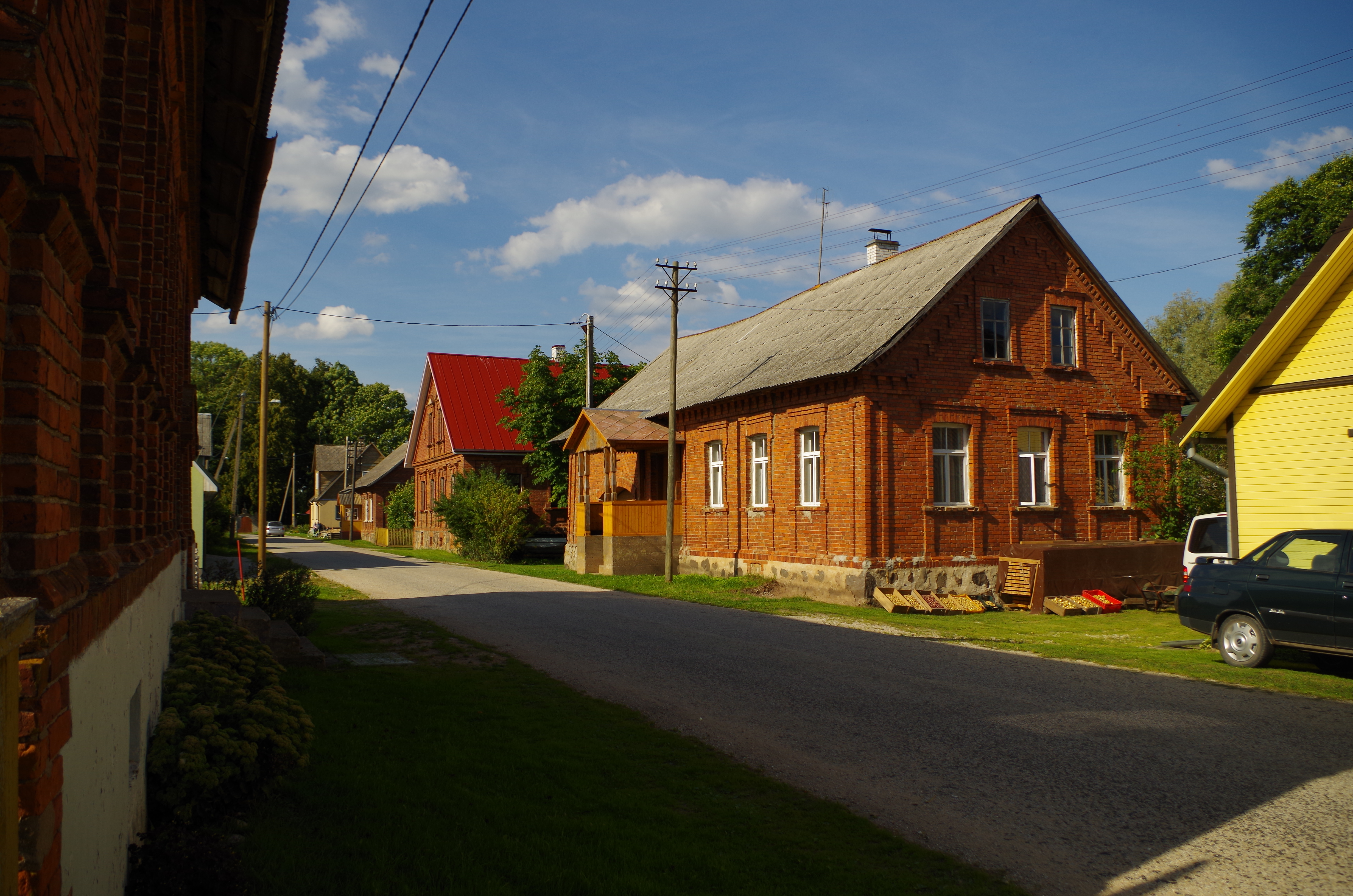
Центральна вулиця
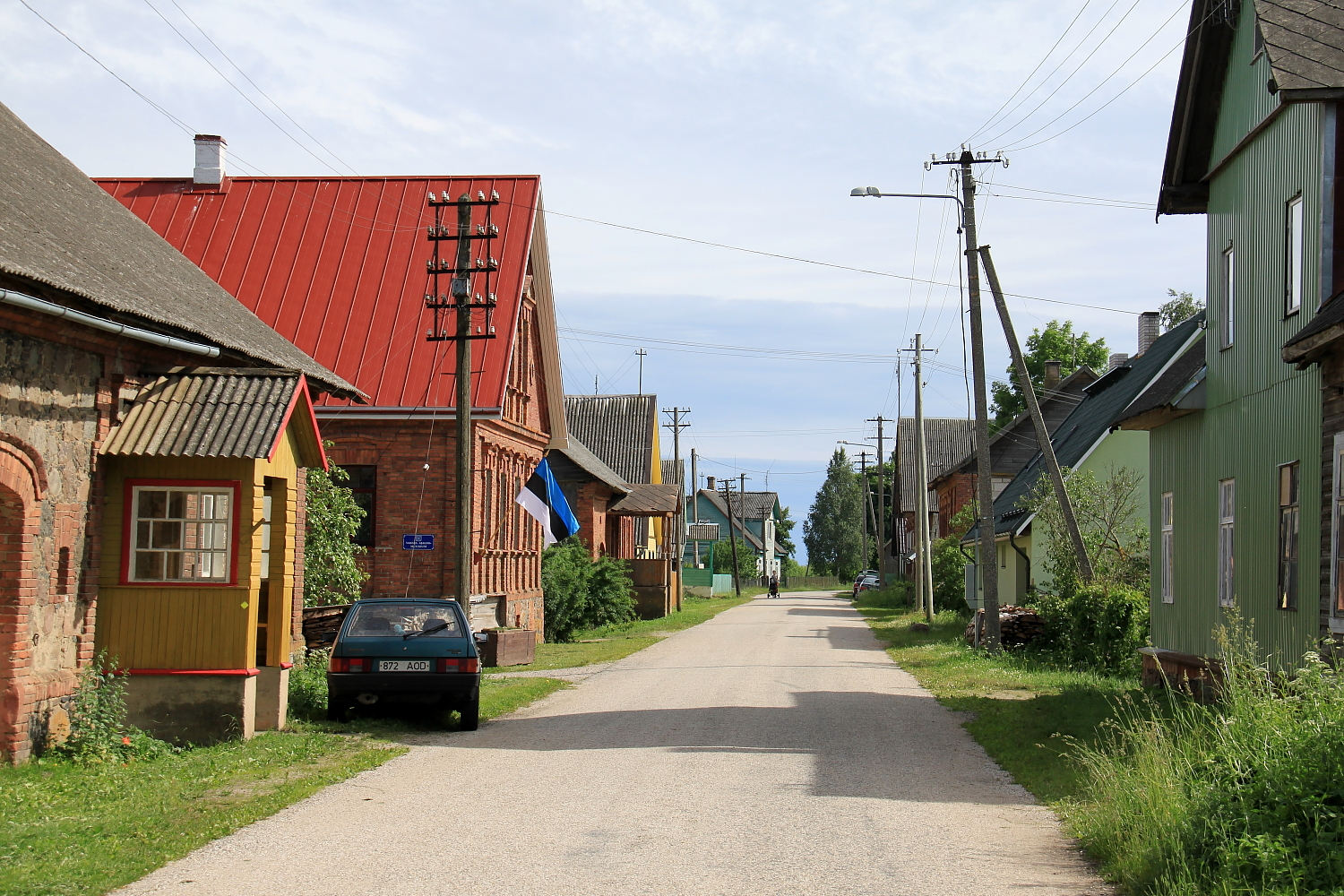
Селищна вуличка